# EGranary Digital Library
eGranary Digital Library è la biblioteca digitale del Progetto WiderNet, un'organizzazione no-profit che fornisce accesso alle tecnologie dell'informazione e ai servizi bibliotecari nei Paesi in via di sviluppo.

## Storia
WiderNet fu avviato nel 2000 da Michael McNulty e da Cliff Missen, uno studente americano dell'università nigeriana di Ios durante uno scambio culturale del Programma Fulbright, a seguito di un'idea di quest'ultima maturata dopo la bassa qualità delle connessioni Internet disponibili in tali Paese.
L'obbiettivo di WiderNet fu quello di "fornire formazione e ricerca sugli impieghi a basso costo e ad alto impatto delle tecnologie dell'informazione nei Paesi in via di sviluppo", concretizzatosi nei primi anni di attività con la consegna di computer, libri e accesso ad eGranary a scuole, cliniche e università in Africa, India, Bangladesh, Papua Nuova Guinea e Iran.
Dall'inizio del Nuovo Millennio, iniziarono a collaborare a WiderNet anche Wikipedia, Khan Academy, TED, i Centri per la prevenzione e il controllo delle malattie, la Columbia University, la Cornell University, il MIT OpenCourseWare, l'UNESCO, la Banca Mondiale, l'Hesperian Foundation e l'Organizzazione Mondiale della Sanità.
Al 2007, è stato stimato che eGranary rendeva fruibili 35 milioni di risorse educative, provenienti da più di 2.500 siti Web e da qualche centinaio di CD-ROM, occupando l'equivalente di 8 TB.

## Funzionalità
eGranary memorizza le risorse educative nella cache della propria rete di server e li rende fruibili ad abbonati e non, limitando i costi di connessione nelle zone prive di banda larga ovvero di qualsiasi possibilità di collegarsi a Internet.
eGranary integra un motore di ricerca e un proxy server. Nel 2010, l'Intel Corporation ha finanziato il lancio della Community Information Platform, una piattaforma interattiva Web 2.0, che permette agli utenti di creare e condividere i propri contenuti attraverso tecnologie come editor Web, sicurezza LDAP, Moodle, WordPress, MySQL, PHP, Drupal.

## Licenza
La biblioteca digitale contiene libri, riviste e applicazioni appartenenti al pubblico dominio, distribuite con copyleft e rese gratuitamente da autori ed editori gratuitamente disponibili agli utenti connessi da zone divario digitale.
Gli utenti in abbonamento accedono a un numero più elevato di contenuti, con una maggiore larghezza di banda, che possono condividere in modalità wireless con le comunità locali. Essi inoltre possono creare siti e pagine Web senza limitazioni, caricare file e condividere informazioni con gli utenti collegati alla locale.

## Ricerca
Cliff Missen ha pubblicato dei paper riguardo al contributo di eGranary per l'accesso alle pagine Web e ai contenuti multimediali nelle zone povere e rurali, svantaggiate per la mancanza di banda larga e per il prezzo dei dispositivi di accesso a Internet. Ha presentato eGranary come un'opportunità per creare collettivamente metadati mediante crowdsourcing.
Bonny Norton ha invece coordinato una squadra di ricercatori in un piccolo centro rurale dell'Uganda, dove un gruppo di studenti e professori sono stati formati e hanno lavorato come bibliotecari e tutor di eGranary, realizzando una library locale e la prospettiva futura di un lavoro tramite le tecnologie dell'informazione.